# Hieronymus Georg Zeuthen

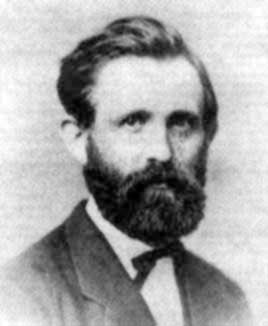
Hieronymus Georg Zeuthen

Hieronymus Georg Zeuthen (* 15. Februar 1839 in Grimstrup in Jütland; † 6. Januar 1920 in Kopenhagen) war ein dänischer Mathematiker, der sich mit algebraischer Geometrie und Mathematikgeschichte beschäftigte.

## Leben
Zeuthen war der Sohn eines Pfarrers. 1849 zog die Familie nach Sorø, wo er bis 1857 zur Schule ging. Danach studierte er Mathematik an der Universität von Kopenhagen. 1862 machte er seinen Magister-Abschluss und erhielt ein Stipendium für Auslandsstudien. Dazu ging er zu Michel Chasles in Paris, wo er sich mit abzählender Geometrie beschäftigte, bei der beispielsweise nach der Zahl der Kurven eines bestimmten Typs gefragt wird, die eine gegebene Kurve berühren. Chasles, der neben Geometrie auch an Mathematikgeschichte interessiert war, wurde für ihn zu einem prägenden Einfluss. 1865 wurde er in Kopenhagen mit seiner Dissertation Nyt Bidrag til Læren om Systemer af Keglesnit über die Charakteristiken von Systemen von Kegelschnitten promoviert. 1871 wurde er außerordentlicher Professor in Kopenhagen und Herausgeber der Mathematisk Tidskrift, was er bis 1889 blieb. 1886 wurde er ordentlicher Professor. Zeuthen war zweimal Rektor der Universität und unterrichtete auch am Polytechnischen Institut.
Zeuthen wurde 1880 mit dem Dannebrogorden geehrt. Fast vierzig Jahre lang war er Sekretär der Königlich Dänischen Akademie der Wissenschaften. Er gehörte auch zahlreichen weiteren Akademien und gelehrten Gesellschaften an.
Neben seinen Beiträgen zur abzählenden Geometrie, die wegen ihrer wenig strengen Methoden lange ein Schattendasein führte, aber Ende des 20. Jahrhunderts wieder ein aktiveres Forschungsgebiet in der algebraischen Geometrie wurde, ist er heute vor allem für seine Beiträge zur Mathematikgeschichte bekannt, insbesondere zur antiken griechischen Mathematik und zur Mathematik des Mittelalters. Mit scharfsinnigen, teilweise spekulativen Überlegungen versuchte er dabei, das Vorgehen der Mathematiker aus der Sicht und mit den Methoden der jeweiligen Zeit heraus zu rekonstruieren, im Gegensatz zu dem anderen großen Mathematikhistoriker des 19. Jahrhunderts Moritz Cantor, der sich streng an die überlieferten Urkunden hielt. Ein Vorbild war für ihn dabei Paul Tannery, mit dem er in Briefwechsel stand. In Dänemark arbeitete er auch mit dem befreundeten Mathematikhistoriker Johan Ludvig Heiberg zusammen, zum Beispiel bei der Herausgabe der Mechanik des Archimedes, die Heiberg in Konstantinopel fand. In seinem Buch von 1886 versucht er zu beweisen, dass Apollonius von Perga in seiner Lehre von den Kegelschnitten (und damit die griechische Mathematik dieser Zeit allgemein) schon analytische Geometrie (Koordinatensysteme) verwendete, wobei er aber die algebraischen Rechnungen durch geometrische Hilfskonstruktionen ersetzte. Die Hypothese, dass die griechische Mathematik eine geometrische Form der Algebra kannte, vertrat schon Tannery. Im Gegensatz zur einfachen Arithmetik war in der Geometrie auch eine Theorie irrationaler Größen möglich, die Zeuthen in Untersuchungen bis zu den Pythagoreern zurückverfolgte. In seinen Untersuchungen zur Mathematik der Neuzeit hat er sich insbesondere mit Isaac Barrow befasst, dem Lehrer Newtons, den er für wesentlich für die begriffliche Herausarbeitung des Hauptsatzes der Analysis hielt, dass Differentiation und Integration zueinander inverse Operationen sind.

## Schriften
- Abriß einer elementar-geometrischen Kegelschnittlehre. Teubner 1882.
- Die Lehre von den Kegelschnitten im Altertum. Kopenhagen 1886 (ein Jahr vorher in den Forh.Vid.Selskab auf Dänisch erschienen).
- Geschichte der Mathematik im Altertum und Mittelalter. Kopenhagen 1896 (zuvor 1893 in Dänisch beim selben Verlag A.F.Hoest erschienen).
- Geschichte der Mathematik im 16. und 17. Jahrhundert. Teubner 1903, und als Heft 17 der Abhandlungen zur Geschichte der mathematischen Wissenschaften (Hrsg. Moritz Cantor). Die dänische Ausgabe erschien 1903 in Kopenhagen. (Rezension von Moritz Cantor.)
- Lehrbuch der abzählenden Methoden der Geometrie. Teubner 1914.
- Hvorledes Mathematiken i tiden fra Platon til Euklid blev rationel Videnskab. Forh.Dansk Vid.Selskab 1917, S. 199–369.